# Titanè
Pour les articles homonymes, voir Titane et Titane (film).

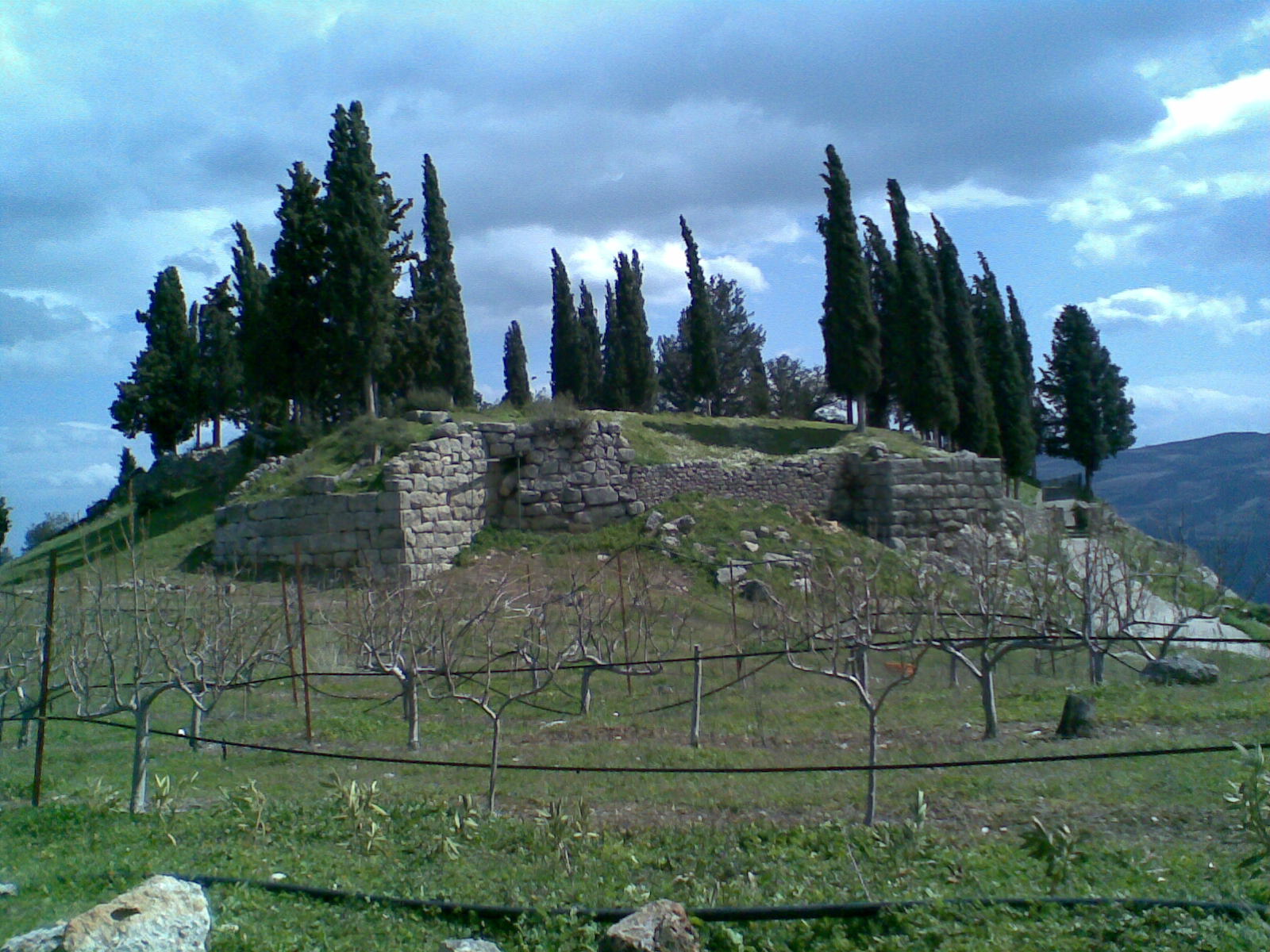
Les ruines de l'acropole de Titanè.

Titanè (aussi orthographié Titané ou Titane ; en grec ancien Τιτάνη / Titánê ou Τίτανα / Títana) est une ville antique grecque, située dans les environs de Sicyone, dans le Péloponnèse. Elle se trouve à proximité de l'actuelle Titáni.

## Toponyme
En grec ancien, le nom de Titanè est Τιτάνη / Titánê chez Pausanias et Τίτανα / Títana chez Étienne de Byzance,.
Pausanias rapporte que la ville tient son nom de Titan, frère d'Hélios (le Soleil), fondateur et premier habitant, ; cependant, ce nom semble plutôt se rapprocher du terme τίτανος / títanos, désignant une terre blanche, crayeuse, en rapport avec la nature des sols sur le site.

### Sources antiques
1. 1 2  Pausanias, Description de la Grèce [détail des éditions] [lire en ligne], II, 11, 5.
2. ↑  Étienne de Byzance, Ethniques [détail des éditions], s.v. Τιτάνιος.